# Хакон Пальссон
Хакон Пальссон (ум. 1123) — ярл Оркнейских островов (1105—1123). Правил совместно со своим двоюродным братом Магнусом Эрлендссоном.

## Биография
Старший сын оркнейского ярла Паля Торфиннсона (1064—1098).
Еще при жизни своего отца Хакон Пальссон стал постоянно ходить в викингские походы. «Сага об оркнейцах» сообщает, что «Хакон сын Паля хотел быть первым среди братьев и считал себя знатнее, чем сыновья Эрленда, будучи внуком ярла Хакона Иварссона и Рагнхильд, дочери конунга Магнуса Доброго». Хакон враждовал со своим дядей Эрлендом Торфиннссоном и его сыновьями Эрлингом и Магнусом. В конце концов под нажимом Эрленда и его сторонников Хакон Пальссон вынужден был покинуть Оркнейские острова.
Вначале Хакон прибыл в Норвегию, где встретился с королём Олавом Тихим (1067—1093). Оттуда он отправился на восток, в Швецию, где был хорошо принят шведским королём Инге, сыном Стейнкеля (1080—1110). Пробыв длительное время при дворе шведского конунга, Хакон Пальссон выехал в Норвегию, где был тепло принят конунгом Магнусом Голоногим (1093—1103).
Хакон Пальссон решил при содействии норвежского конунга Магнуса Голоногого добиться власти над Оркнейскими островами. Согласно «Саге об оркнейцах», это Хакон убедил короля Магнуса Голоногого отправиться в поход на Оркни. В 1098 году конунг Магнус Голоногий с большим войском высадился на Оркнейских островах и подчинил их своей власти. Оркнейские ярлы Паль (отец Хакона) и Эрленд Торфиннссоны были взяты в плен и отправлены в Норвегию, где вскоре скончались. Магнус Голоногий объявил новым ярлом Оркни своего сына Сигурда и заставил местное население принести ему присягу на верность. Хакон Пальссон сопровождал Магнуса во всех его военных кампаниях.
В 1103 году норвежский конунг Магнус Голоногий погиб во время военной кампании в Ирландии. Его сын Сигунд Магнуссон, ярл Оркни, отправился в Норвегию, где вместе с братьями Эйстейном и Олавом был признан конунгом. В 1105 году Хакон Пальссон прибыл с Оркнейских островов в Норвегию, где получил от конунгов титул ярла и власть над островами, которая ему принадлежала по праву рождения. Хакон вернулся на запад и подчинил все Оркнейские острова своей единоличной власти.
Вскоре из Шотландии на Оркнейские острова вернулся Магнус Эрлендссон, двоюродный брат ярла Хакона Пальссона, и заявил о своём праве на часть отцовского наследства (половину островов). Магнус пользовался поддержкой местных бондов, на островах у него было много родственников и друзей. Узнав, что Магнус прибыл на острова, Хакон собрал своё войско и отказался разделить с ним владения. До открытого противостояния не дошло, Хакон согласился передать Магнусу половину островов после получения им разрешения от короля Норвегии. Магнус Эрлендссон отплыл в Норвегию, где был тепло принят конунгом Эйстейном, который пожаловал ему титул ярла и половину Оркнейских островов. Магнус вернулся на острова и стал управлять своими владениями и примирился с ярлом Хаконом Пальссоном.
Вскоре ярлы Хакон и Магнус поссорились и стали собирать войска для борьбы за власть над островами. Ярлы прибыли на остров Хроссей, где был собран тинг Оркнейских островов. При посредничестве своих друзей ярлы вновь помирились друг с другом. В апреле ярл Хакон заманил ярла Магнуса на новую встречу на остров Эгилсей и вероломно захватил его в плен. По приказу Хакона его двоюродный брат Магнус Эрлендссон был казнен.
После убийства Магнуса ярл Хакон Пальссон захватил все острова и заставил всех сторонников Магнуса принести присягу себе на верность. Через несколько лет Хакон Пальссон совершил большой поход за море, посетив Иерусалим и Святые места.
В последние годы правления Хакона Пальссона на Оркнейских островах царил мир. Ярл издал новые законы, которые способствовали росту его популярности среди простого населения.
В 1123 году после смерти оркнейского ярла Хакона Пальссона его сыновья Паль и Харальд унаследовали его владения, разделив острова между собой на две части.